# Falke (Schiff, 1891)
Die Falke war das zweite Schiff der Bussard-Klasse, einer Klasse von sechs Kreuzern IV. Klasse der Kaiserlichen Marine. 1899 wurde das Schiff zum Kleinen Kreuzer umklassifiziert.

## Bau
Die mit dem Bau des Kreuzers IV. Klasse „D“ beauftragte Kaiserliche Werft Kiel begann im Januar 1890 mit den Arbeiten am Schiff. Der Neubau stand am 4. April 1891 zum Stapellauf bereit. Nach einer Taufrede von Kapitän zur See Prinz Heinrich von Preußen taufte dessen Frau, Prinzessin Irene, das Schiff auf den Namen Falke.

## Einsatz

### Stationär in Westafrika
Die Falke wurde am 14. September 1891 erstmals in Dienst gestellt. Ab dem 7. Oktober führte das Schiff Probefahrten durch. Bei dichtem Nebel lief es am nächsten Tag vor Bornholm auf Grund, kam jedoch aus eigener Kraft wieder frei. Nach Abschluss der Erprobung wurde die Falke am 31. Oktober 1891 wieder außer Dienst gestellt.
Die nächste Indienststellung erfolgte am 14. August 1892. Die Falke war als Ablösung für die Habicht in den westafrikanischen Gewässern vorgesehen, wurde aber zunächst zu den am 23. August beginnenden Herbstmanövern der Flotte herangezogen. Nach deren Ende verließ das Schiff am 16. Oktober Kiel und übernahm am 3. November die Stationsgeschäfte. Die Falke lief in der Folge Dahomey an, wo es aufgrund der französischen Eroberungen zu Unruhen gekommen war. Unter anderem waren auch zwei deutsche Kaufleute gefangen genommen worden. Über deren Freilassung verhandelte der Kommandant des Kreuzers, Korvettenkapitän Gottlieb Becker, in der zweiten Dezemberhälfte erfolglos. Am 31. Dezember erreichte die Falke Duala im deutschen Schutzgebiet Kamerun und traf dort mit der Hyäne zusammen, dem zweiten Stationsschiff auf der Westafrikanischen Station.
Das Deutsche Reich schloss 1886 mit Portugal und 1890 mit Großbritannien Grenzverträge, in denen die Küste Deutsch-Südwestafrikas auf das Gebiet zwischen dem Kunene im Norden und dem Oranje im Süden festgeschrieben wurde. In den Folgejahren hatten die Stationsschiffe die Aufgabe, eine systematische Vermessung des Küstengebietes durchzuführen. Gleichzeitig galt es, einen geeigneten Hafen für die Verbindung mit Windhuk zu finden. Die Falke verließ am 23. Januar 1893 Luanda und traf vier Tage später am Kreuzkap ein. Während der bis zum 30. Januar erfolgten Untersuchung des Kaps und der Kreuzbucht wurde eine alte portugiesische Wappensäule entdeckt, die Ende Januar 1486 von Diogo Cão errichtet worden war. Die Säule sollte sowohl als Ansteuerungsmarke als auch zur Sicherung portugiesischer Besitzansprüche dienen. Seit 1482 hatten Schiffe, die auf der Suche nach dem Seeweg nach Indien waren, diese vorgefertigten steinernen Säulen an Bord. Kapitän Becker ließ die Säule, die er als Ansteuerungsmarke für ungeeignet hielt, an Bord der Falke bringen, um sie vor weiterer Verwitterung zu schützen. An ihre Stelle trat ein Holzkreuz, das zwei Jahre später durch eine steinerne Nachbildung der Wappensäule ersetzt wurde. Die originale Säule wurde später in Duala von Bord gegeben und am 29. Oktober 1893 auf dem Dampfer Stettin des Norddeutschen Lloyd nach Deutschland verschifft.
Die weitere Untersuchung der Küste zwischen dem Kunene und dem Swakop wurde bis Mitte März durchgeführt, ohne dass ein geeigneter Hafen gefunden wurde. Die Falke lief daher über mehrere Zwischenhäfen nach Duala zurück, das sie am 29. April erreichte. Aufgrund innenpolitischer Spannungen in Liberia verließ der Kreuzer am 27. Mai Kamerun und ankerte ab dem 9. Juni vor Monrovia, um dort deutschen Staatsangehörigen Schutz zu bieten. Zeitweise hielt sich auch Joseph James Cheeseman, der Präsident von Liberia, an Bord der Falke auf, um Rebellen zu entgehen. Nach Abklingen der Unruhen begab sich das Schiff bis zum 22. Juli wieder nach Duala. Eine Ende November in Kapstadt begonnene Überholung musste bereits am 5. Dezember unterbrochen werden, da von der deutschen Schutztruppe in Deutsch-Südwestafrika Hilfe im Kampf gegen die Witbooi angefordert wurde. Die Falke begab sich nach Lüderitz, konnte jedoch zügig nach Kapstadt zurückkehren, da sich ein Eingreifen als nicht erforderlich herausstellte. In Kapstadt erhielt das Schiff den Befehl, zur Südseestation zu wechseln.

### Stationär in der Südsee

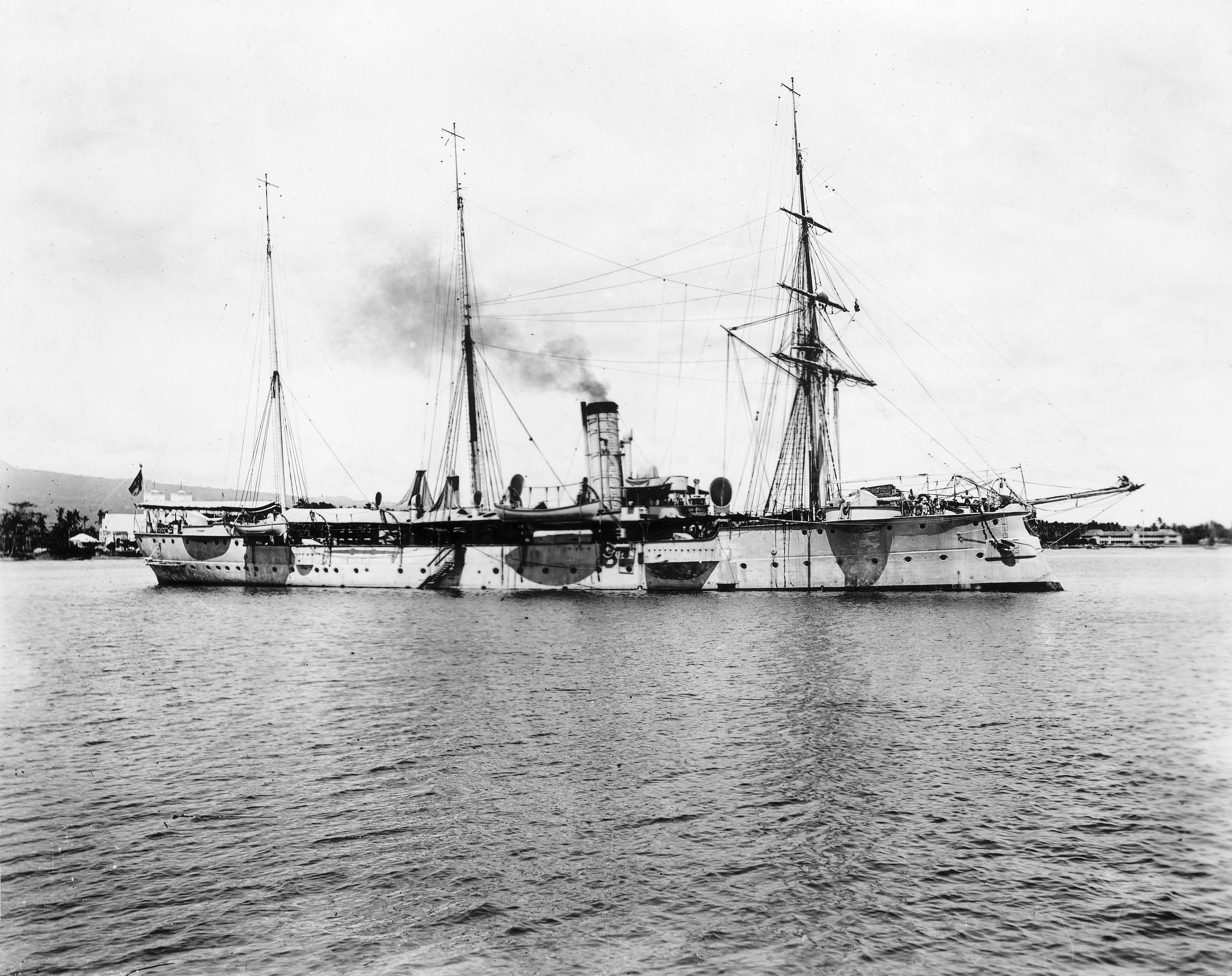
Die Falke im Hafen von Apia

Die Falke erreichte am 8. Februar 1894 Melbourne und traf später in Sydney mit ihrem Schwesterschiff Bussard sowie der Möwe zusammen, die ebenfalls als Stationsschiffe in der Südsee eingesetzt waren. Nachdem die drei Schiffe gemeinsame Schießübungen abgehalten hatten, setzte die Falke ihre Fahrt nach Apia fort, wo sie am 16. April eintraf. Samoa wurde das Haupteinsatzgebiet des Kreuzers für die nächsten fünf Jahre. Das Schiff hielt sich bis Anfang Oktober in Apia auf und begab sich anschließend zur Reparatur und zum Austausch der Besatzung nach Sydney. Nach einem erneuten Aufenthalt vor Apia erfolgte von Anfang März bis Anfang Juli 1895 eine Grundreparatur in Sydney. Am 29. Juli war die Falke in Apia zurück. In der Folgezeit wurde unter anderem der an der Nordküste von Upolu gelegene Naturhafen von Saluafata genau vermessen. Der deutsche Reiseschriftsteller Otto Ehrenfried Ehlers berichtet 1895 von einer Fahrt auf der Falke. Am 10. November brach der Kreuzer zu einer Rundreise durch das Stationsgebiet auf und lief dabei zunächst die Marshallinseln an. Nach einem Besuch des Kaiser-Wilhelms-Landes Ende Dezember fand Anfang Januar 1896 in Matupi ein Treffen mit der Möwe statt. Die Rundreise endete Ende Januar in Sydney, wo vom 4. Februar bis zum 4. April eine Überholung des Schiffs und ein erneuter Austausch der Besatzung stattfand.
Ab dem 15. April 1896 hielt sich die Falke wieder vor Samoa auf. Nach einem Zusammentreffen der drei Stationsschiffe vor Auckland Ende August verließ der Kreuzer Samoa Anfang November erneut in Richtung der Marschall-Inseln. Auf einer der Inseln war es zu Unruhen gekommen, die einen Einsatz des Schiffes erforderlich machten. Es schloss sich eine Rundreise durch das Stationsgebiet an, die am 18. Februar 1897 in Sydney endete. Die Falke verließ den dortigen Hafen am 23. April wieder und lief bis zum 16. Mai nach Apia zurück, wobei Auckland und die Tonga-Inseln als Zwischenziele angelaufen wurden. Am 24. Juni lief der Kreuzer erneut nach Sydney, um dort mit Korvettenkapitän Johannes Wallmann einen neuen Kommandanten zu übernehmen. Im August wurde die Falke nach Stephansort auf Neuguinea beordert, um nach dem gewaltsamen Tod des Landeshauptmanns Curt von Hagen Maßnahmen zu ergreifen. Mehrere Dörfer wurden bombardiert und die Einheimischen eingeschüchtert, was bis heute auf der Insel unvergessen ist. Anschließend brachte der Kreuzer eine Polizeitruppe von Herbertshöhe nach Berlinhafen, in dessen Nähe ein Vermessungstrupp der Möwe überfallen worden war. Das Landungskorps der Falke ging dort gemeinsam mit der Polizei gegen die Täter vor. In der Folge hatte der Kreuzer an verschiedenen Stellen des Schutzgebietes gegen Unruhen unter der einheimischen Bevölkerung sowie aufgrund von Morden an Deutschen einzugreifen. Am 10. November erreichte das Schiff Apia, lief jedoch bereits zwei Tage später wieder aus, um über Auckland nach Sydney zu gehen.
Nachdem in Sydney Reparaturen durchgeführt und ein Besatzungswechsel vorgenommen wurden, lief die Falke am 25. April 1898 erneut zu einer Rundreise durch das Stationsgebiet aus. Dabei wurden auch die zu diesem Zeitpunkt noch zu Spanien gehörenden Karolinen angelaufen. Ende August war das Schiff in Sydney zurück, wo Korvettenkapitän Victor Schönfelder am 1. September das Kommando übernahm. Einen Monat später verließ der Kreuzer Australien. Die Falke lief in der Folge die Neuen Hebriden, die Tonga-Inseln sowie die Fidschi-Inseln an und erreichte am 15. Oktober Apia. Da sich der Konflikt um Samoa zu dieser Zeit stark zuspitzte, war die Anwesenheit eines deutschen Kriegsschiffes vor Samoa von großer Bedeutung für das Deutsche Reich. Die Heimreise der Bussard am 15. November verschärfte die Situation weiter, da die Falke für mehrere Monate das einzige deutsche Kriegsschiff im Stationsgebiet war. Korvettenkapitän Schönfelder hatte die schwierige Aufgabe, trotz Übergriffen auf deutsche Inselbewohner sowie einem Beschuss Apias durch britische und US-amerikanische Kriegsschiffe im März 1899 eine Eskalation des Konflikts zu vermeiden. Nach dessen vorübergehender Beruhigung – endgültig beigelegt wurden die Streitigkeiten erst mit dem Samoa-Vertrag im November 1899 – und dem Eintreffen der Cormoran vor Apia trat die Falke am 1. Juli 1899 die Heimreise an, während der Sydney, Batavia, Colombo, Mahé und Lissabon angelaufen wurden. Am 14. Oktober traf der Kreuzer in Hamburg ein. Dort wurde in Anwesenheit Kaiser Wilhelms II. ein Landungsmanöver durchgeführt. Die Falke erreichte am 27. Oktober Danzig und wurde dort am 3. November außer Dienst gestellt. In der Folge führte die Kaiserliche Werft Danzig eine Grundreparatur und Modernisierung des Kreuzers durch, wobei der Schornstein um 2,5 m verlängert wurde.

### Einsatz in Südamerika

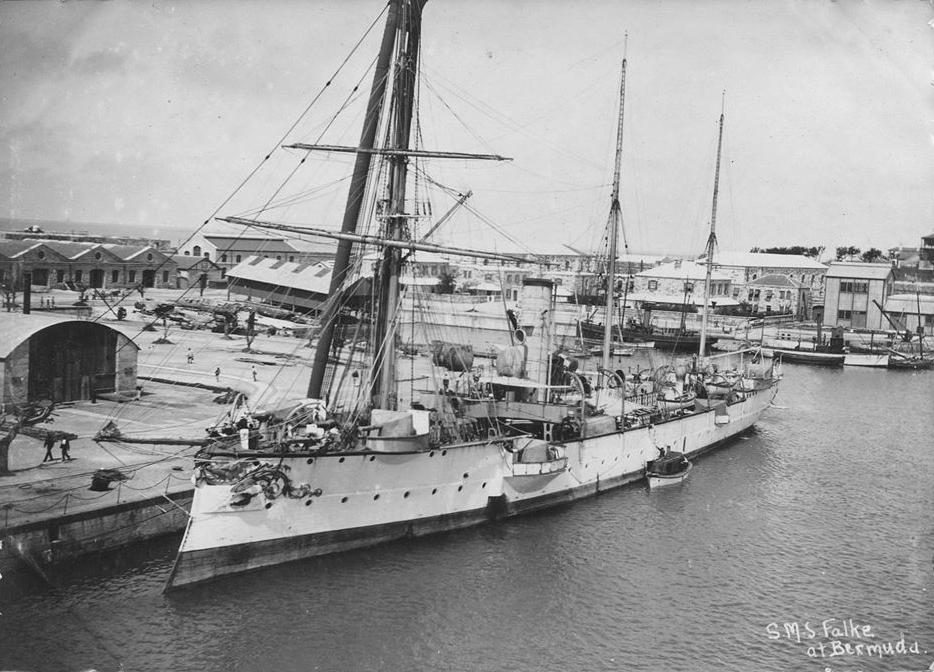
SMS Falke auf der Royal Naval Dockyard in der britischen Festungskolonie Bermuda im Jahr 1903

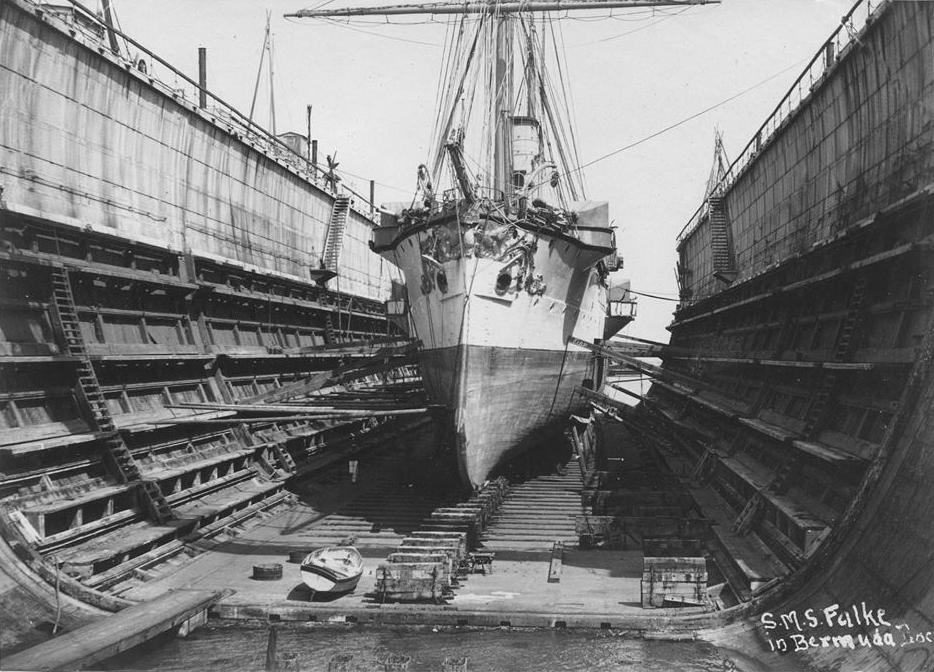
SMS Falke im Schwimmdock Bermuda auf der Royal Naval Dockyard Bermuda im Jahr 1903

Zwischen Kolumbien und Venezuela aufgetretene Spannungen hatten 1901 den Schutz deutscher Staatsbürger in Venezuela erforderlich gemacht. Zur Unterstützung der bereits im Seegebiet der Ostamerikanischen Station befindlichen Vineta wurde die Falke am 2. Oktober 1901 wieder in Dienst gestellt. Bereits drei Tage später verließ das Schiff Danzig in Richtung Südamerika und traf am 14. November in Castries ein. In den folgenden Monaten lief der Kreuzer verschiedene Häfen an und traf sich mit den Schulschiffen Moltke und Stein sowie der Gazelle. Außerdem wurde die Orinoco-Mündung angelaufen.
Im März 1902 traf die Falke vor Trinidad ein. Von dort aus unternahm das Schiff eine Amazonasfahrt, die bis nach San Ignacio und damit auf peruanisches Gebiet führte. Ab Manaus, das durch Schiffe der HAPAG und des Norddeutschen Lloyd angefahren wurde, erschwerten ungenaues Kartenmaterial und mangelhafte Kenntnisse der Lotsen die Fahrt zusätzlich. Am 30. April erreichte die Falke wieder die Amazonasmündung und lief nach Port of Spain weiter.
Anfang Mai brach der Vulkan Montagne Pelée auf Martinique aus. Die Falke begab sich daher mit Lebensmitteln und medizinischem Material nach Fort-de-France, um der betroffenen Bevölkerung zu helfen. auf Befehl des Kommandanten der Vineta, Kapitän zur See und Kommodore Oscar Stiege, lief der Kreuzer anschließend die venezolanische Stadt Carúpano an. Anhaltende Unruhen in Venezuela machten den Schutz ansässiger Deutscher nötig. Bereits seit Dezember 1901 revoltierte dort eine Gruppe Caudillos gegen den Präsidenten Cipriano Castro. Vom 20. Mai bis zum 3. Juni hielt sich die Falke vor Carúpano auf und nahm zeitweise Flüchtlinge an Bord. Danach lief das Schiff nach Charlotte Amalie. Die Stadt diente als Nachschubbasis für die in der Karibik eingesetzten deutschen Kriegsschiffe. Während des Sommers wurden Puerto Cabello, Carúpano, La Guaira und Willemstad angelaufen.
Am 30. September erreichte die Falke Port-au-Prince. Auch in Haiti war es zu Unruhen gekommen, was den Schutz der dortigen Deutschen erforderlich machte. Kurzzeitig wurde auch das deutsche Konsulat in Gonaïves durch ein Landungskorps des Kreuzers bewacht. Bis Ende Oktober hielt sich das Schiff vor Haiti auf, bevor es die Insel wieder in Richtung Venezuela verließ. Mitte Dezember kam die Falke beim Auslaufen aus Willemstad auf Grund fest und konnte nur mit Hilfe der Stosch freibekommen werden.
Da Venezuela die Rückzahlung seiner Auslandsschulden seit dem Regierungsantritt Castros nur spärlich betrieb und schließlich ganz einstellte, kam es zu einer Absprache der hauptsächlich betroffenen Länder Großbritannien, den Niederlanden und dem Deutschen Reich bezüglich eines gemeinsamen Vorgehens gegen Venezuela. Ab dem 20. Dezember wurden die venezolanischen Häfen durch britische und deutsche Kriegsschiffe blockiert. Zu diesem Zweck waren die deutschen Schiffe bereits vier Tage zuvor zur Ostamerikanischen Kreuzer-Division zusammengefasst worden. Die Falke war an der Blockade ebenfalls beteiligt. Erst nachdem sich eine diplomatische Lösung ergeben hatte, wurde die Blockade am 21. Februar 1903 beendet.
Eine Woche nach dem Ende der Blockade verließ die Falke Venezuela und traf am 8. März bei den Bermuda-Inseln ein, wo sie bis zum 13. Mai blieb. Während des folgenden Jahres wurde eine Rundfahrt durch das Gebiet der Ostamerikanischen Station unternommen und dabei verschiedene Häfen angelaufen. Vom 26. Mai bis zum 16. Juni 1904 lag das Schiff vor Newport News, wo Korvettenkapitän Heinrich von Moltke den Befehl zur Bereisung südamerikanischer Häfen erhielt. Die Falke lief daraufhin zunächst neun brasilianische Häfen an und erreichte am 23. September Buenos Aires. Nach einem vierwöchigen Aufenthalt unternahm das Schiff zunächst einige Fahrten auf dem Río Paraná und dem Río Uruguay und lief dann weitere argentinische Häfen an. Mitte November wurde die Magellanstraße durchquert und nachfolgend südchilenische Häfen angelaufen. Am 20. Dezember traf die Falke schließlich vor Valparaíso ein.
Der Befehl von Kommodore Ludwig Schröder sah vor, dass entlang der westamerikanischen Küste besonders Häfen angelaufen werden sollten, die bis dahin nicht von einem deutschen Kriegsschiff besucht worden waren. Entsprechend verließ die Falke am 6. Januar 1905 Valparaíso und lief zunächst sechs weitere chilenische und vier peruanische Städte an. Über Guayaquil und Buenaventura sowie mehrere mittelamerikanische Pazifikhäfen erreichte das Schiff am 15. Juni schließlich San Francisco, wo es über drei Wochen vor Anker lag. Ab dem 10. Juli wurde die Fahrt entlang der Küste fortgesetzt und sowohl kanadische Häfen als auch solche in Alaska besucht.
Von Alaska aus wurde die Rückreise angetreten, die wiederum entlang der amerikanischen Pazifikküste führte. Es wurden weitere Häfen angelaufen sowie eine Fahrt den Columbia River hinauf und in den Golf von Kalifornien unternommen. Zu Weihnachten 1905 und über den Jahreswechsel lag die Falke vor Mazatlán. In Callao wurde aufgrund nötig gewordener Instandsetzungen ein größerer Aufenthalt gemacht. Die Falke geriet Anfang August 1906 in einen schweren Sturm, der größere Schäden an Bord verursachte. Zu deren Reparatur wurde Talcahuano angelaufen. Am 16. August wurde Valparaíso von einem Erdbeben schwer getroffen. Der Kreuzer nahm daher noch vor dem Abschluss aller Reparaturen Lebensmittel und Sanitätsmaterial an Bord und hielt sich vom 28. August bis zum 2. September vor Valparaíso auf, wo die Besatzung der Bevölkerung zu Hilfe kam. Es folgten die Teilnahme an einer Feier zum Wechsel des chilenischen Präsidenten sowie ein Besuch der Juan-Fernández-Inseln. Nachdem die noch ausstehenden Reparaturen in Talcahuano durchgeführt wurden, setzte die Falke ihre Heimreise fort.
Vom 2. bis zum 15. Dezember lag der Kreuzer vor Punta Arenas. Den Jahreswechsel 1906/07 verbrachte die Falke vor Montevideo, das sie am 17. Januar 1907 wieder verließ. Es folgten der Besuch mehrerer brasilianischer Häfen sowie die Überquerung des Atlantiks. Über Dakar und Las Palmas erreichte die Falke Lissabon, wo König Friedrich August III. von Sachsen das Schiff besuchte. Am 15. April wurde schließlich Danzig erreicht, wo der Kreuzer fünf Tage später außer Dienst gestellt wurde.

## Verbleib
Eine Untersuchung der Falke ergab, dass eine erneute Grundreparatur nicht lohnend wäre. Der Kreuzer verblieb daher zunächst in der Reserve und wurde am 25. Oktober 1912 aus der Liste der Kriegsschiffe gestrichen. Im Folgejahr wurde das Schiff in Danzig abgewrackt.
Als Ersatz baute die Marine den 1911 vom Stapel gelaufenen Kleinen Kreuzer Breslau.

## Kommandanten
| 14. September bis 31. Oktober 1891  | Korvettenkapitän Curt Kalau vom Hofe |
| 14. August bis September 1892       | Korvettenkapitän Oscar Stiege        |
| September 1892 bis Oktober 1893     | Korvettenkapitän Gottlieb Becker     |
| Oktober 1893 bis November 1895      | Korvettenkapitän Heinrich von Moltke |
| November 1895 bis Juni 1897         | Korvettenkapitän Gottfried Krieg     |
| Juli 1897 bis September 1898        | Korvettenkapitän Johannes Wallmann   |
| September 1898 bis 3. November 1899 | Korvettenkapitän Victor Schönfelder  |
| 2. Oktober 1901 bis Oktober 1903    | Korvettenkapitän Friedrich Musculus  |
| Oktober 1903 bis November 1905      | Korvettenkapitän Paul Behncke        |
| November 1905 bis 20. April 1907    | Korvettenkapitän Georg von Ammon     |